# Емань
Емань — деревня в Рамонском районе Воронежской области.
Входит в состав Комсомольского сельского поселения. 

## История
В ХYIII в. землями в с. Богородицком, Ямань владели отставной майор Филипп Феоктистович и отставной капитан Михаил Феоктистович Прибытковы. В 1900г. население х. Яманск (Яманские выселки), расположенного на Задонской дороге, составляло 76 человек, проживавших в 11 дворах.

## География
Деревня Емань, расположена на автодороге М 4 «Дон».
В деревне имеется одна улица — Центральная.

## Население
| 2010 |
| ---- |
| 23   |